# Пожар в больнице Имам Хусейн (Эн-Насирия)
Пожар в больнице «Имам Хусейн» для пациентов с COVID-19 произошёл в ночь на 13 июля 2021 года в городе Эн-Насирия в южной иракской провинции Ди-Кар. Пожар произошёл в новом отделении больницы на 70 коек, построенном за 3 месяца до того. Система здравоохранения Ирака была одной из лучших в регионе, однако текущая ситуация из-за коррупции, многолетнего насилия и террористической деятельности оценивалась как плохая.

## Пожар
Возгорание произошло в отделении, где лечили пациентов с коронавирусом. В министерстве здравоохранения Ирака официально подтвердили гибель 60 человек. До этого СМИ сообщали о 124 погибших. Пострадали более 100 человек. В Ираке был объявлен трёхдневный траур.
Сразу после трагедии у больницы произошли столкновения родственников пациентов и стражей правопорядка, разгневанные люди жгли полицейские машины.
Медик из данной больницы, который разговаривал с журналистом «Рейтер» на условиях анонимности, заявил, что в больнице отсутствовали меры безопасности, такие как пожарная сигнализация или спринклерная система. По некоторым сообщениям, пожар был вызван неисправным электрическим кабелем, который усугубился кислородными баллонами, которые могли взорваться.

## Расследование
По поручению премьер-министра Мустафы Аль-Казыми была создана специальная комиссия по расследованию причин трагедии. Апелляционный суд провинции Ди-Кар уже выдал ордеры на задержание 13 сотрудников регионального департамента здравоохранения, включая директора департамента Саддама аль-Тавиля.
Министр здравоохранения провинции Саддам ат-Тавиль подал прошение об отставке. По одной из версий, пожар произошёл из-за неаккуратного обращения с кислородным баллоном, в результате чего произошёл взрыв. В качестве причины называли и короткое замыкание.